# Promozione 1971-1972
Nella stagione 1971-1972, la Promozione era il quinto livello del calcio italiano (il primo livello regionale).
Il campionato è strutturato in vari gironi all'italiana su base regionale, gestiti dai Comitati Regionali di competenza. Promozioni alla categoria superiore e retrocessioni in quella inferiore non erano sempre omogenee; erano quantificate all'inizio del campionato dal Comitato Regionale secondo le direttive stabilite dalla Lega Nazionale Dilettanti, ma flessibili, in relazione al numero delle società retrocesse dal Campionato Interregionale e perciò, a seconda delle varie situazioni regionali, la fine del campionato poteva avere degli spareggi sia di promozione che di retrocessione. In Basilicata, Puglia, Trentino-Alto Adige e Umbria   il primo livello regionale nella stagione 1971-1972 continuò ad essere la Prima Categoria.

## Campionati
- Promozione Abruzzo 1971-1972
- Promozione Calabria 1971-1972
- Promozione Campania-Molise 1971-1972
- Promozione Emilia-Romagna 1971-1972
- Promozione Friuli-Venezia Giulia 1971-1972
- Promozione Lazio 1971-1972
- Promozione Liguria 1971-1972
- Promozione Lombardia 1971-1972
- Promozione Marche 1971-1972
- Promozione Piemonte-Valle d'Aosta 1971-1972
- Promozione Sardegna 1971-1972
- Promozione Sicilia 1971-1972
- Promozione Toscana 1971-1972
- Promozione Veneto 1971-1972

Questi invece sono i massimi campionati regionali disputati nella stagione 1971-1972 nelle regioni dove non era ancora stato istituito il campionato di Promozione:
- Prima Categoria Basilicata 1971-1972
- Prima Categoria Puglia 1971-1972
- Prima Categoria Trentino-Alto Adige 1971-1972
- Prima Categoria Umbria 1971-1972

## Regolamento
La normativa F.I.G.C. in vigore dalla stagione sportiva 1969-70 stabiliva che, in caso di assegnazione di un titolo sportivo (promozione o retrocessione), alla fine del campionato si sarebbe dovuto:
1. disputare una gara di spareggio in campo neutro in caso di attribuzione del primo posto in classifica
2. non disputare una gara di spareggio ma prendere in considerazione la differenza reti generale in caso di una o più società da classificare per stabilire una o più società retrocedente(i) in categoria inferiore

Tutti i pari merito in cui non si doveva attribuire un titolo sportivo non sono da regolarsi con la differenza reti generale ovvero: tutte le altre squadre a pari punti vanno considerate classificate a pari merito con la posizione di classifica più alta senza considerare la differenza reti anche se i giornali la prendono in considerazione e la evidenziano.